# Zwabisch Turkije
Zwabisch Turkije (Duits: Schwäbische Türkei; Hongaars: Sváb-Törökország) is het grootste Duitse taaleiland in het huidige Hongarije. Het omvat het Duitse vestigingsgebied van Donau-Zwaben in de zuidelijke delen van de Donau-Drau-vlakte in de comitaten Tolna (Duits: Tolnau), Baranya (Branau) en Somogy (Schomodei).

## Geschiedenis
Na het einde van de Turkse heerschappij in de 16de en 17de eeuw hebben zich - naast Slowaakse, Kroatische en Servische immigranten - ook Duitse uit de Palts, Mainfranken, Hessen, het Westerwald, Fulda, Oost-Franken en Beieren gevestigd. Het gebied heeft zijn naam echter aan de Zwabische immigratie te danken. De meeste Duitssprekende bewoners worden gerekend tot de Donau-Zwaben, ze hebben hun oorspronkelijke dialect en cultuur bewaard.
Tot 1945 had het gebied van Zwabisch Turkije een bevolking die voor 85% Duitstalig was, daarna was er sprake van deportaties voor dwangarbeid (Málenkij robot) en gedwongen landuitzetting (Aussiedlung) en werden de woningen van de Zwaben ingenomen door Hongaren uit Slowakije tijdens de gedwongen Tsjechoslowaaks-Hongaarse bevolkingsruil in 1948. In het totaal werden in de periode na de Tweede Wereldoorlog 239.000 Zwaben collectief uitgewezen door de Hongaarse regering. De meeste van hen woonden in de regio ten noordoosten van Boedapest en in Zwabisch Turkije. Pas in 1950 werd het anti-duitse beleid losgelaten en werden de overgebleven Donau-Zwaben Hongaars staatsburger.

Monument voor Málenkij robot en gulag
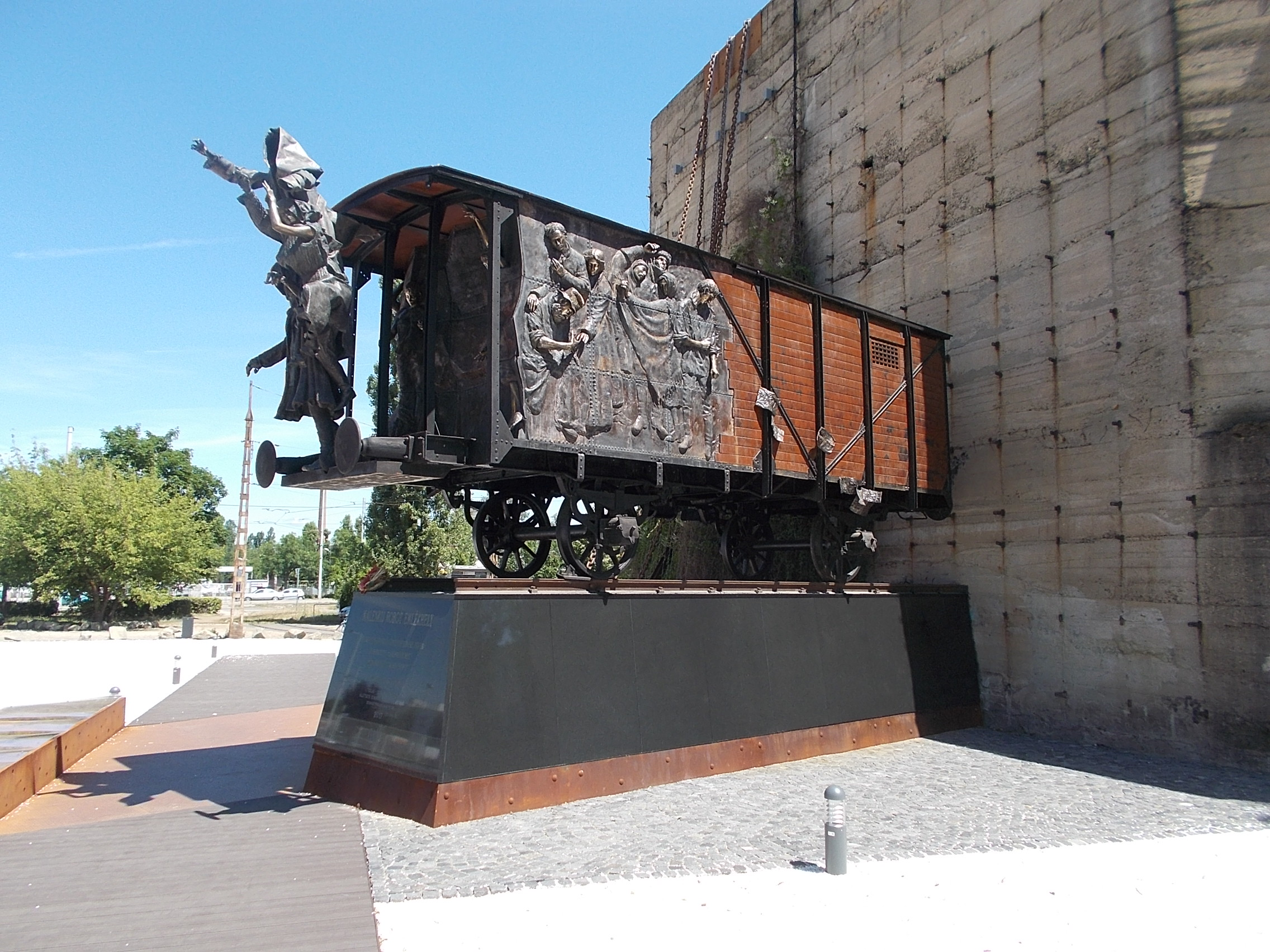
Ferencváros, Boedapest
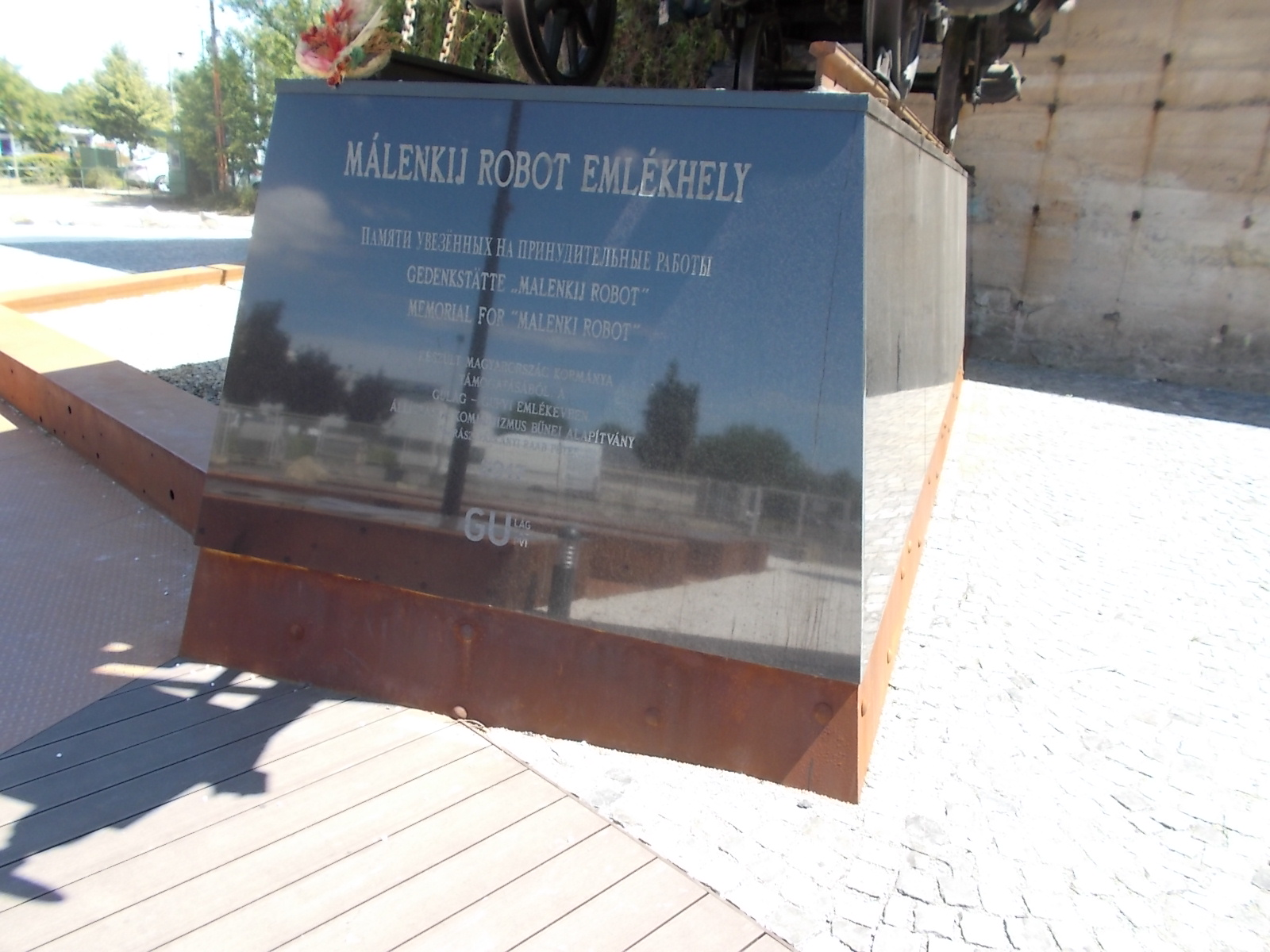
Ferencváros, Boedapest

In totaal woonden er in de comitaten Somogy, Tolna en Baranya in 2011 nog circa 35.000 Donau-Zwaben. De Zwaben hebben met name na de overgang naar democratie in 1989 weer veel eigen organisaties opgericht om de eigen cultuur te bewaren en deze niet te verliezen.